# Бравіча
Бравіча (рум. Bravicea) — село у Калараському районі Молдови. Утворює окрему комуну.

## Розташування
Село розташоване в долині річки Кула на відстані 28 км від міста Келераш і 51 км від муніципії Кишинів.

## Історія
Перша документальна згадка про село Бравіча датована 1603 роком.

## Населення
За даними перепису населення 2004 року у селі проживали 3155 осіб.
Національний склад населення села:
| Національність       | Кількість осіб | Відсоток   |
| -------------------- | -------------- | ---------- |
| молдавани румуни     | 3077 43        | 97,5% 1,4% |
| росіяни              | 19             | 0,6%       |
| українці             | 11             | 0,3%       |
| інша / без відповіді | 5              | 0,2%       |
| Всього               | 3155           | 100%       |